# Acoetes pacifica
Acoetes pacifica är en ringmaskart som först beskrevs av Treadwell 1914.  Acoetes pacifica ingår i släktet Acoetes och familjen Acoetidae.
Artens utbredningsområde är Mexikanska golfen. Inga underarter finns listade i Catalogue of Life.